# Очі Лаури Марс
Очі Лаури Марс (англ. Eyes of Laura Mars) — американський трилер 1978 року.

## Сюжет
У галереї Елен Кассель з великим успіхом проходить вернісаж фотографій відомої художниці Лаури Марс. На деяких ранніх роботах зображені інсценування вбивств моделей, які є фантазіями авторки. Раптово Лаура дізнається, що в своєму будинку убита власниця галереї. Через кілька днів така ж доля спіткає її подругу і ще кількох людей. Дивні відчуття переслідують Лауру — вона ясно бачила, як відбувалися вбивства, знаходячись далеко від місць злочинів. А всі вбивства відбувалися за сюжетом її фотографій.

## У ролях
- Фей Данавей — Лаура Марс, відома художниця
- Томмі Лі Джонс — Джон Невілл
- Бред Дуріф — Томмі Ладлоу
- Рене Обержонуа — Дональд Фелпс
- Рауль Хулія — Майкл Рейслер
- Френк Адоніс — Сел Вольпе
- Ліза Тейлор — Мішель
- Дарленн Флюгел — Лулу
- Роуз Грегоріо — Елен Кассель
- Білл Боггс — камео
- Стів Марачак — Роберт
- Мег Манді — Доріс Спенсер
- Мерлін Мейерс — Шейла Вайсман
- Гарі Байєр — репортер
- Мітчелл Едмондс — репортер
- Майкл Такер — Берт